# 784 هـ
784 هـ هي سنة في التقويم الهجري امتدت مقابلةً في التقويم الميلادي بين سنتي 1382 و1383.

## أحداث
- المحرم – فیھا في المحرم وقع الطاعون بـ دمشق۔ [5]

## مواليد
- آذري الطوسي
- الأشرف سيف الدين إينال
- ابن الصباغ المالكي

## وفيات
- عصار التبريزي